# Amoco Cadiz
La Amoco Cadiz è stata una superpetroliera di tipo Very Large Crude Carrier (VLCC) da 234.000 tonnellate di stazza lorda lunga 330 metri, costruita nel 1974 ed immatricolata in Liberia, noleggiata dalla compagnia petrolifera statunitense Amoco. Il 16 marzo 1978 s'incagliò al largo delle coste bretoni, proprio davanti al borgo di Portsall. Lo sversamento in mare di petrolio che ne seguì è annoverato come uno dei maggiori disastri ambientali della storia.

## L'antefatto
Il viaggio della nave cominciò nel Golfo Persico con destinazione il porto di Le Havre (Francia), ed il disastro che ne seguì è considerato il 5º nella storia delle maree nere. Il carico era di 230.000 tonnellate di petrolio greggio iraniano trasportate, alle quali si aggiunsero 3.000 tonnellate di gasolio, che vennero tutte riversate lungo 400 km di coste bretoni (Francia).
La mattina del 16 marzo del 1978, verso le ore 9:00, le condizioni meteorologiche erano davvero proibitive: mare in burrasca, temporali e forti venti, che causarono la rottura dell'impianto idraulico del timone. Il comandante della nave non ebbe altra scelta che richiedere soccorsi e assistenza alle autorità francesi. Dopo l'arrivo di un super rimorchiatore, il comandante chiese autorizzazione alla società Amoco per fare rimorchiare la nave in difficoltà; è da notare come il costo delle operazioni di rimorchio e salvataggio fosse estremamente oneroso, secondo le regole stabilite dal codice della navigazione che prevede un compenso commisurato al valore della nave e del carico salvato. Il comandante rimase ad attendere l'ordine dei dirigenti Amoco, senza considerare che nave e carico potevano essere perduti attendendo che l'autorizzazione arrivasse. Infatti a causa dei fortissimi venti, la superpetroliera senza governo raggiunse una secca con degli scogli affioranti in prossimità della costa, dove s'incagliò spezzandosi in due e versando il suo carico inquinante in mare. I due tronconi del relitto giacciono a 12 metri ed a 30 metri di profondità presso gli scogli di Portsall, prospicienti la città bretone del Finistère.

## La mobilitazione
Centinaia di volontari si mossero immediatamente, organizzati da associazioni ecologiste, e si diedero da fare per scongiurare una contaminazione dei litorali. Circa 90 comuni hanno avuto le loro spiagge invase dalla marea nera. Le autorità locali hanno in seguito dichiarato che ci sono voluti sei mesi per pompare e disperdere il petrolio al fine di pulire le spiagge colpite. In realtà la gran parte del lavoro è stato eseguito dalle onde e dai batteri normalmente presenti sulle spiagge e in mare.

## Le reazioni
La catastrofe nel paese transalpino ha suscitato notevole sconcerto, tant'è che pochi giorni dopo l'accaduto, alcune organizzazioni ecologiste hanno diramato un appello al fine di boicottare la Shell (la società alla quale il carico era destinato), anche perché la stessa multinazionale non si è affatto impegnata nelle operazioni di bonifica delle aree contaminate.

## Le conseguenze all'ambiente e il danno causato
Questo incidente, che è il decimo per gravità nella storia delle maree nere, è sicuramente il primo per la grande perdita di vita marina causata. I decessi non sono avvenuti immediatamente, bensì la più alta mortalità di animali si è verificata nell'arco di due mesi dalla catastrofe. Già dopo un paio di settimane milioni di molluschi ed echinoidee (ricci di mare) morirono, a cui si aggiunsero circa 9.000 tonnellate di ostriche. Per mesi i pescatori hanno pescato animali con ulcere e tumori alla pelle, e quelli che a "prima vista" apparivano sani, avevano uno sgradevole sapore di petrolio.

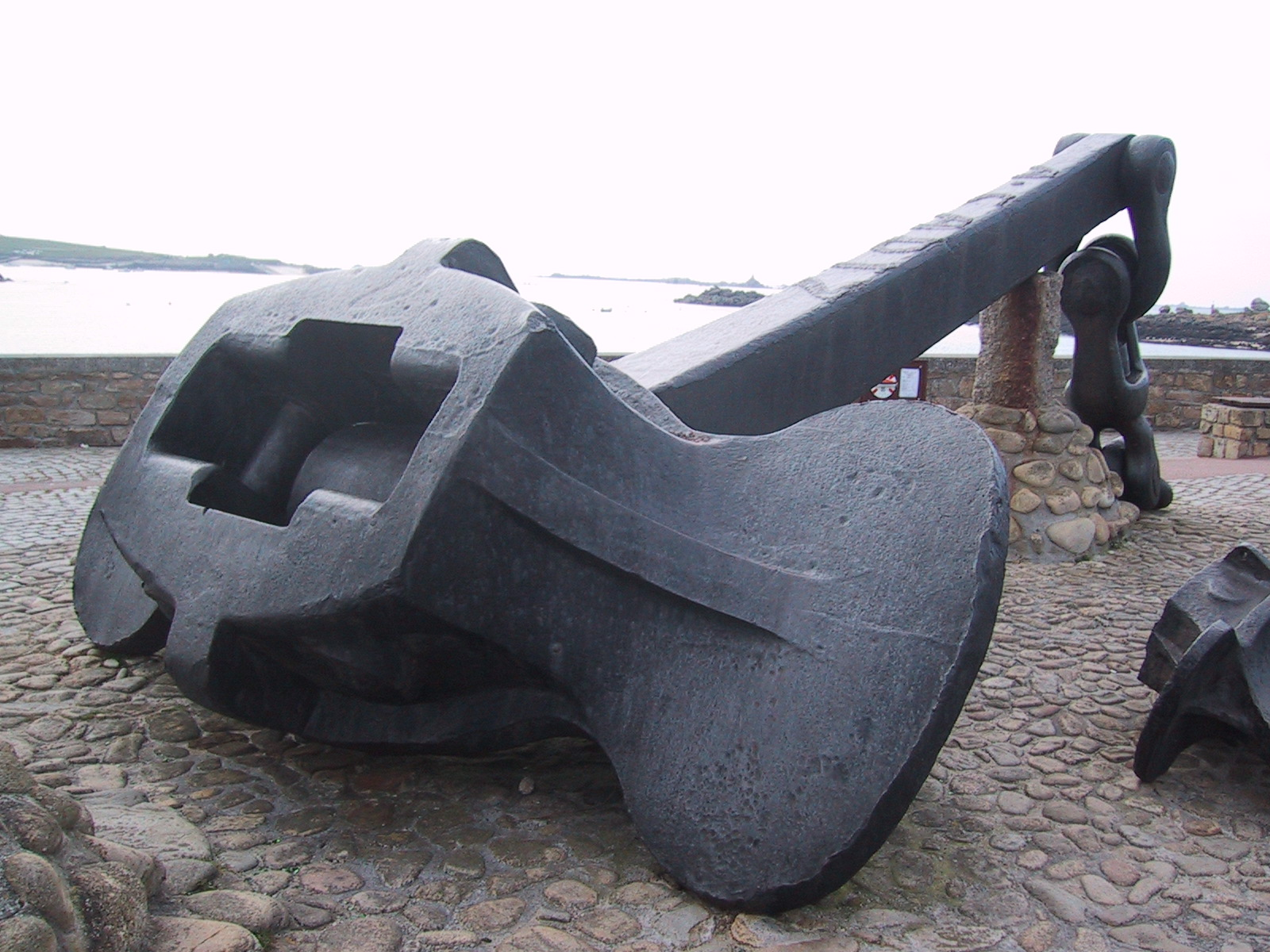
Ancora dellAmoco Cadiz esposta a Portsall.

Nel 1988 venne stimato il danno ai richiedenti, Stato, comuni, singoli privati, associazioni professionali e ambientali in circa 250 milioni di dollari al turismo ed ai pescatori. Il Governo francese presentò un "conto" di 2 miliardi di dollari. Nel 1992 un accordo stragiudiziario permise all'Amoco di pagare un conto di 230 milioni di dollari.
A seguito di questo incidente, nel 1982 sull'isola di Ouessant è stata costruita una torre radar che assicura controllo e assistenza ai naviganti che transitano in questo trafficatissimo tratto di mare.

## Navi gemelle
La Cadiz aveva diverse navi gemelle che hanno avuto un analogo destino.
- Haven, affondata il 14 aprile 1991 di fronte alla costa ligure di Arenzano.[1][2]
- María Alejandra, esplosa l'11 marzo 1980 di fronte alle coste della Mauritania.[3]
- Mycene, esplosa il 3 aprile del 1980 di fronte alle coste della Sierra Leone.[4]